# Masters de Canadá 2014
La Rogers Cup 2014 es un torneo de tenis que se juega en canchas duras al aire libre. Se trata de la edición 125 ª (para los hombres) y la 113 (para las mujeres) del Abierto de Canadá, y es parte de los ATP World Tour Masters 1000 de la ATP World Tour 2014, y de los WTA Premier 5 en los torneos del WTA Tour 2014. El cuadro femenino se disputará a cabo en el estadio Uniprix de Montreal, y la edición masculina en el Rexall Centre de Toronto, del 4 al 10 de agosto de 2014. Este evento pertenece a un conjunto de torneos que conforman al US Open Series 2014.

## Puntos y premios en efectivo

### Distribución de Puntos
| Evento                 | G    | F   | SF  | CF  | Ronda de 16 | Ronda de 32 | Ronda de 64 | Q  | Q2 | Q1 |
| Individuales Masculino | 1000 | 600 | 360 | 180 | 90          | 45          | 10          | 25 | 16 | 0  |
| Dbles Masculino        | 1000 | 600 | 360 | 180 | 90          | 0           | —           | —  | —  | —  |
| Individuales Femenino  | 900  | 585 | 350 | 190 | 105         | 60          | 1           | 30 | 20 | 1  |
| Dobles Femenino        | 900  | 585 | 350 | 190 | 105         | 5           | —           | —  | —  | —  |

### Premios en efectivo
| Evento                 | G        | F        | SF       | CF      | Ronda de 16 | Ronda de 32 | Ronda de 64 | Q2     | Q1     |
| Individuales Masculino | $598,900 | $293,650 | $147,800 | $75,155 | $39,025     | $20,575     | $11,110     | $2,560 | $1,305 |
| Individuales Femenino  | $441,000 | $220,000 | $110,100 | $50,700 | $25,135     | $12,900     | $6,630      | $3,700 | $1,900 |
| Dobles Masculino       | $185,470 | $90,800  | $45,550  | $23,380 | $12,080     | $6,370      | —           | —      | —      |
| Dobles Femenino        | $122,000 | $61,600  | $30,490  | $15,340 | $7,780      | $3,840      | —           | —      | —      |

## Cabeza de serie

### Individuales masculino

#### cabeza de series
Los cabeza de series están establecidos al Ranking del 28 de julio. El Ranking está actualizado a la de la semana del 4 de agosto.
| Semb. | Rk. | Jugador               | Puntos Antes | Puntos a Defender | Puntos Ganados | Puntos Después | Actuación en el Torneo                                |
| ----- | --- | --------------------- | ------------ | ----------------- | -------------- | -------------- | ----------------------------------------------------- |
| 1     | 1   | Novak Djokovic        | 13,130       | 360               | 90             | 12,860         | Tercera Ronda, perdió ante Jo-Wilfried Tsonga [13]    |
| 2     | 3   | Roger Federer         | 6,070        | 0                 | 600            | 6,670          | Final, perdió ante Jo-Wilfried Tsonga [13]            |
| 3     | 4   | Stanislas Wawrinka    | 5,770        | 10                | 90             | 5,850          | Tercera Ronda, perdió ante Kevin Anderson             |
| 4     | 5   | Tomáš Berdych         | 4,410        | 90                | 90             | 4,410          | Tercera Ronda, perdió ante Feliciano López            |
| 5     | 7   | David Ferrer          | 4,085        | 10                | 180            | 4,255          | Cuartos de final, perdió ante Roger Federer [2]       |
| 6     | 6   | Milos Raonic          | 4,375        | 600               | 180            | 3,955          | Cuartos de final, perdió ante Feliciano López         |
| 7     | 8   | Grigor Dimitrov       | 3,270        | 10                | 360            | 3,620          | Semifinales, perdió ante Jo-Wilfried Tsonga [13]      |
| 8     | 9   | Andy Murray           | 3,060        | 90                | 180            | 3,150          | Cuartos de final, perdió ante Jo-Wilfried Tsonga [13] |
| 10    | 14  | John Isner            | 2,435        | 10                | 10             | 2,435          | Primera Ronda, perdió ante Ivan Dodig                 |
| 11    | 12  | Ernests Gulbis        | 2,680        | 180               | 45             | 2,545          | Segunda Ronda, perdió ante Julien Benneteau           |
| 12    | 13  | Richard Gasquet       | 2,460        | 180               | 90             | 2,370          | Tercera Ronda, baja ante Andy Murray                  |
| 13    | 15  | Jo-Wilfried Tsonga    | 1,910        | 0                 | 1,000          | 2,910          | Campeón, ante Roger Federer [2]                       |
| 14    | 16  | Roberto Bautista Agut | 1,785        | 0                 | 10             | 1,795          | Primera Ronda, perdió ante Feliciano López            |
| 15    | 18  | Marin Čilić           | 1,665        | 0                 | 90             | 1,755          | Tercera Ronda, perdió ante Roger Federer [2]          |
| 16    | 19  | Fabio Fognini         | 1,665        | 10                | 45             | 1,710          | Segunda Ronda, perdió ante Kevin Anderson             |
| 17    | 20  | Tommy Robredo         | 1,645        | 0                 | 90             | 1,735          | Tercera Ronda, perdió ante Grigor Dimitrov [7]        |

#### Bajas Masculinas
| Ranking | Jugador               | Puntos Antes | Puntos a Defender | Puntos Ganados | Puntos Después | Baja debido a     |
| ------- | --------------------- | ------------ | ----------------- | -------------- | -------------- | ----------------- |
| 2       | Rafael Nadal          | 12,670       | 1,000             | 0              | 11,670         | Lesión de Muñeca  |
| 10      | Juan Martín del Potro | 2,860        | 90                | 0              | 2,770          | Lesión de Muñeca  |
| 11      | Kei Nishikori         | 2,780        | 90                | 0              | 2,690          | Lesión de Pie     |
| 17      | Alexandr Dolgopolov   | 1,680        | 45                | 0              | 1,635          | Lesión de Rodilla |

### Dobles masculino
| Tenista                                 | Ranking | Preclasificada |
| Bob Bryan Mike Bryan                    | 2       | 1              |
| Alexander Peya Bruno Soares             | 6       | 2              |
| Daniel Nestor Nenad Zimonjić            | 11      | 3              |
| Ivan Dodig Marcelo Melo                 | 17      | 4              |
| Julien Benneteau Édouard Roger-Vasselin | 19      | 5              |
| Marcel Granollers Marc López            | 30      | 6              |
| Michaël Llodra Nicolas Mahut            | 37      | 7              |
| Rohan Bopanna Aisam-ul-Haq Qureshi      | 39      | 8              |

### Individuales femenino

#### Sembradas
Las sembradas están establecidas al Ranking del 28 de julio. El Ranking está actualizado a la de la semana del 4 de agosto.
| Semb. | Rk. | Jugador              | Puntos Antes | Puntos a Defender | Puntos Ganados | Puntos Después | Actuación en el Torneo                                |
| ----- | --- | -------------------- | ------------ | ----------------- | -------------- | -------------- | ----------------------------------------------------- |
| 1     | 1   | Serena Williams      | 9,700        | 900               | 350            | 9,150          | Semifinales, perdió ante Venus Williams               |
| 2     | 4   | Petra Kvitová        | 6,050        | 225               | 105            | 5,930          | Tercera Ronda, perdió ante Yekaterina Makarova        |
| 3     | 5   | Agnieszka Radwanska  | 5,120        | 395               | 350            | 5,075          | Campeona, ante Venus Williams                         |
| 4     | 6   | María Sharápova      | 4,881        | 0                 | 105            | 4,986          | Tercera Ronda, perdió ante Carla Suárez Navarro [14]  |
| 5     | 8   | Eugenie Bouchard     | 4,460        | 70                | 1              | 4,391          | Segunda Ronda, perdió ante Shelby Rogers [Q]          |
| 6     | 7   | Angelique Kerber     | 4,570        | 1                 | 105            | 4,675          | Tercera Ronda, perdió ante Venus Williams             |
| 7     | 9   | Jelena Jankovic      | 3,900        | 125               | 105            | 3,880          | Tercera Ronda, perdió ante Coco Vandeweghe [Q]        |
| 8     | 11  | Victoria Azarenka    | 3,493        | 0                 | 190            | 3,683          | Cuartos de final, perdió ante Agnieszka Radwanska [3] |
| 9     | 10  | Ana Ivanovic         | 3,605        | 125               | 60             | 3,540          | Segunda Ronda, perdió ante Coco Vandeweghe [Q]        |
| 10    | 12  | Dominika Cibulková   | 3,167        | 225               | 60             | 3,002          | Segunda Ronda, perdió ante Heather Watson [Q]         |
| 11    | 13  | Caroline Wozniacki   | 3,050        | 1                 | 190            | 3,239          | Cuartos de final, perdió ante Serena Williams [1]     |
| 12    | 14  | Flavia Pennetta      | 3,039        | 70                | 1              | 2,970          | Primera Ronda, perdió ante Yulia Putintseva [Q]       |
| 13    | 15  | Sara Errani          | 3,035        | 225               | 1              | 2,811          | Primera Ronda, perdió ante Sabine Lisicki             |
| 14    | 16  | Carla Suárez Navarro | 2,695        | 70                | 190            | 2,815          | Cuartos de final, perdió ante Venus Williams          |
| 15    | 17  | Lucie Safarova       | 2,675        | 1                 | 105            | 2,779          | Tercera Ronda, perdió ante Serena Williams [1]        |

#### Bajas Femeninas
| Ranking | Jugadora        | Puntos Antes | Puntos a Defender | Puntos Ganados | Puntos Después | Baja debido a             |
| ------- | --------------- | ------------ | ----------------- | -------------- | -------------- | ------------------------- |
| 2       | Na Li           | 6,960        | 395               | 0              | 6,565          | Lesión de Rodilla         |
| 3       | Simona Halep    | 6,785        | 0                 | 0              | 6,785          | No se Inscribió al Torneo |
| 18      | Andrea Petkovic | 2,445        | 0                 | 0              | 2,445          | Enfermedad Viral          |

### Dobles femenino
| Tenista                               | Ranking | Preclasificada |
| Sara Errani Roberta Vinci             | 2       | 1              |
| Hsieh Su-wei Peng Shuai               | 7       | 2              |
| Květa Peschke Katarina Srebotnik      | 13      | 3              |
| Cara Black Sania Mirza                | 15      | 4              |
| Yekaterina Makarova Yelena Vesnina    | 17      | 5              |
| Raquel Kops-Jones Abigail Spears      | 26      | 6              |
| Tímea Babos Kristina Mladenovic       | 31      | 7              |
| Alla Kudryavtseva Anastasia Rodionova | 40      | 8              |

## Campeones

### Individual Masculino
Jo-Wilfried Tsonga derrotó a  Roger Federer por 7-5, 7-6(3).

### Individual Femenino
Agnieszka Radwańska venció a  Venus Williams por 6-4, 6-2.

### Dobles Masculino
Alexander Peya /  Bruno Soares vencieron a  Ivan Dodig /  Marcelo Melo por 6-4, 6-3.

### Dobles Femenino
Sara Errani /  Roberta Vinci vencieron a  Cara Black /  Sania Mirza por 7-6(4), 6-3.